# Sân bay Osvaldo Virgil
Sân bay Osvaldo Virgil là một sân bay ở tỉnh Montecristi, ở phía bắc Cộng hòa Dominicana. Sân bay này có 1 đường băng dài 1230 m bề mặt nhựa đường. Sân bay Osvaldo Virgil được khai trương năm 2006 dành cho các chuyến bay di lịch.

## Các hãng hàng không và các tuyến bay
Hiện có các hãng hàng không sau đang hoạt động tại sân bay Osvaldo Virgil:
- Aerolineas Mas (Santo Domingo-La Isabela)
- Caribair (Santo Domingo, Santiago [bay thuê bao], Punta Cana)